# Trigger Warning (film)
Trigger Warning è un film del 2024 diretto da Mouly Surya.

## Trama
La soldatessa Parker si trova in missione nel deserto siriano insieme al suo collega e amico Spider e altri soldati per catturare e ottenere informazioni da alcuni terroristi. Al termine della missione Parker riceve una telefonata da un suo vecchio amico di nome Jesse, ora diventato sceriffo della cittadina in cui lei ha sempre vissuto e quest'ultimo le comunica che il padre è morto in un incidente avvenuto all'interno della miniera che tanto amava situata vicino al bar di proprietà sua.
A tal punto Parker torna nella sua cittadina dove incontra Jesse che le comunica il fatto che pensa che il padre si sia suicidato in quanto aveva lasciato in casa una lettera proprio indirizzata alla figlia, ma Parker non crede che si sia suicidato. Tornando al bar di famiglia incontra Mike, un giovane collaboratore del padre e suo vecchio amico che la conduce nel luogo esatto in cui il padre è morto e dove Parker trova alcune granate. Parker e Mike vanno in un pub e qui incontrano Elvis, il fratello strano di Jesse e figlio anche lui del senatore Ezekiel che cerca di intrattenere una conversazione con Parker.
Il giorno dopo Parker vede proprio Elvis vicino alla miniera del padre che sta sparando alcune granate vicino alla stessa miniera e così chiede al suo collega Spider di cercare informazioni su Elvis e quest'ultimo le dice che frequenta anche il dark web. Una sera Parker viene invitata da Jesse e Ezekiel a casa loro e ad un certo punto riceve un messaggio da Spider che le dice che Elvis si trova alla sua miniera e così Parker arriva lì e vedendolo seduto sulla poltrona del padre comincia a picchiarlo a sangue fino a quando non interviene Jesse che è costretto ad arrestarla.
Parker viene condotta in prigione dove viene ammanettata e picchiata da Elvis ed Ezekiel in quanto lei è in possesso di un filmato che testimonierebbe il fatto che Elvis ruba da tempo delle armi da una riserva militare e le nasconde proprio nella miniera, inoltre anche Jesse si rivela essere coinvolto in queste faccende. Parker riesce a liberarsi e a fuggire ma sviene in macchina in seguito alle ferite riportate e così viene raccolta da Mike che la porta a casa sua e la nasconde in una stanza segreta situata nello scantinato dove le concede tutte le cure necessarie per rimettersi in sesto.
Passati tre giorni Parker si riprende e si fa accompagnare da Mike e dalla madre di quest'ultimo proprio alla riserva militare dove Jesse, Elvis ed Ezekiel stanno cercando di rubare altre armi. Parker ha un ultimo dialogo con Jesse che tira fuori una granata e si fa esplodere, poi quest'ultima riesce ad eliminare anche Elvis ed Ezekiel. Alla fine Parker saluta Mike, lo ringrazia per tutto e parte per una nuova missione con Spider.

## Distribuzione
Il film è stato distribuito sulla piattaforma Netflix a partire dal 21 giugno 2024.